# Бруси (Борисовський район)
Бруси (біл. вёска Брусы) — село в складі Борисовського району Мінської області, Білорусь. Село підпорядковане Пригородницькій сільській раді, розташоване в північно-східній частині області.